# Фоменко Анатолій Тимофійович
Анато́лій Тимофі́йович Фоме́нко (* 13 березня 1945, Сталіно (нині — Донецьк), УРСР) — російський математик українського походження, академік Російської Академії Наук, лауреат Державної премії РФ у галузі математики (1996).
Більш відомий як автор псевдонаукової «теорії» Нова хронологія (разом з Носовським) — напрямку сучасних псевдонаукових або антинаукових текстів, які заперечують прийняту світовим науковим співтовариством історичну науку та хронологію історичних подій, створену у європейській науковій традиції в XVIII—XX ст. Роботи Фоменка також наголошують на важливості залучення до вивчення історії методів математичної статистики, астрономічного датування подій і комп'ютерної обробки письмових джерел.

## Математична діяльність
З 1969 р. працював на кафедрі диференціальної геометрії механіко-математичного факультета МДУ ім. Ломоносова. У 1970 р. захистив кандидатську дисертацію на тему: «Цілком геодезичні моделі циклів», а в 1972 р. — докторську дисертацію на тему: «Розв'язання багатовимірної проблеми Плато на риманових многовидах». У 1980 р. Фоменко став професором кафедри вищої геометрії і топології, а в 1992 р. — завідувачем кафедри диференціальної геометрії і її застосувань.
Є лауреатом премії Московського математичного товариства (1974 р.), премії з математики Президії АН СРСР (1987 р.), лауреатом Державної Премії (в області математики) Російської Федерації (1996 р.). У 1991 році був обраний дійсним членом Російської академії природничіх наук (РАПН), в 1993 — дійсним членом Академії наук вищої школи (АНВШ), а в 1994 році — дійсним членом (академіком) Російської Академії Наук (РАН).

## Основні напрями наукових досліджень
- Варіаційні методи в диференціальній геометрії і топології, теорія мінімальних поверхонь і проблема Плато, гармонійні відображення.
- Інтеграція гамільтонових систем диференціальних рівнянь. Інтегровані рівняння на групах і алгебрах Лі, в математичній фізиці. Теорія інваріантів диференціальних рівнянь. Створення нової теорії топологічної класифікації інтегрованих динамічних систем.
- Комп'ютерна геометрія, алгоритмічні методи в топології.
- Комп'ютери в тривимірній топології і геометрії.
- Емпірико-статистичні методи дослідження історичних текстів. Проблема розпізнавання залежних історичних текстів, нові статистичні методи датування. Додатку до хронології античної і середньовічної історії.

Автор понад 200 наукових публікацій.

## Математичні праці
- А. Т. Фоменко, В. Л. Гутенмахер. Гомотопическая топология. Часть 1. — Москва, МГУ, 1967.
- Д. Б. Фукс, А. Т. Фоменко. Гомотопическая топология. Часть 2. — Москва, МГУ, 1968.
- Д. Б. Фукс, А. Т. Фоменко, В. Л. Гутенмахер. Гомотопическая топология. — Москва, МГУ, 1969. Английский перевод: Fomenko A.T., Fuchs D.B., Gutenmacher V.L. Homotopic Topology. — Akademiai Kiado, Buda- pest, 1986. (In English). Японский перевод в 1990 году, в Токио.
- С. П. Новиков, А. Т. Фоменко. Дифференциальная геометрия. — Москва, МГУ, 1974.
- Б. А. Дубровин, С. П. Новиков, А. Т. Фоменко. Современная геометрия. Части 1,2. — Москва, Наука, 1979. Часть 3. — Москва, Наука, 1984. Английский перевод: B.A.Dubrovin, A.T.Fomenko, S.P.Novikov. Modern Geometry. Methods and Applications. Springer-Verlag, GTM 93, Part 1, 1984; GTM 104, Part 2, 1985. Part 3, 1990, GTM 124. Далее последовали: французский, испанский, итальянский переводы. Затем в Москве вышло еще несколько переизданий на русском языке.
- А. С. Мищенко, А. Т. Фоменко. Курс дифференциальной геометрии и топологии. — Москва, МГУ, 1980. Английский перевод: A.Mishchenko, A.Fomenko. A Course of Differential Geometry and Topology. — MIR Publishers, 1988.
- А. С. Мищенко, Ю. П. Соловьев, А. Т. Фоменко. Сборник задач по дифференциальной геометрии. — Москва, МГУ, 1981. Английский перевод: A.S.Mishchenko, Yu.P.Solovyev, A.T.Fomenko. Problems in Differential Geometry and Topology. MIR Publishers, 1985.
- А. Т. Фоменко. Вариационные методы в топологии. — Москва, Наука, 1982. Английский перевод: Fomenko A.T. Variational Principles in Topology. Multidimensional Minimal Surface Theory. Kluwer Acad. Publishers. 1990.
- А. Т. Фоменко. Дифференциальная геометрия и топология. Дополнительные главы. — Москва, МГУ, 1983. Английский перевод: Fomenko A.T. Differential Geometry and Topology. — Plenum Publ. Corporation. 1987. Ser.Contemporary Soviet Mathematics.Consultants Bureau, New York and London. Японский перевод этой книги сделан в 1996 году, в Токио. Второе русское издание, исправленное и дополненное, вышло в 1999 году. — Редакция журнала «Регулярная и хаотическая динамика», Библиотека «Математика», том 3. Ижевск, Ижевская республиканская типография, 1999.
- А. Т. Фоменко. Топологические вариационные задачи. — Москва, МГУ, 1984. Английский перевод: Fomenko A.T. Topological variational problems. Gordon and Breach, 1991.
- Дао Чонг Тхи и А. Т. Фоменко. Минимальные поверхности и проблема плато. — Москва, Наука, 1987. Английский перевод: Dao Chong Thi, Fomenko A.T. Minimal surfaces and Plateau problem. American Math.Society, 1991.
- С. П. Новиков, А. Т. Фоменко. Элементы дифференциальной геометрии и топологии. — Москва, Наука, 1987. Английский перевод: Novikov S.P., Fomenko A.T. The basic elements of differential geometry and topology. Kluwer Acad. Publishers, 1990.
- А. Т. Фоменко. Симплектическая геометрия. Методы и приложения. — Москва, МГУ, 1988. Английский перевод: Fomenko A.T. Symplectic Geometry. Methods and Applications. — Gordon and Breach, 1988. Second edition 1995.
- Fomenko A.T., Trofimov V.V., INTEGRABLE SYSTEMS ON LIE ALGEBRAS AND SYMMETRIC SPACES.- Gordon and Breach, 1987. (In English)
- Fomenko A.T. INTEGRABILITY AND NONINTEGRABILITY IN GEOMETRY AND MECHANICS. — Kluwer Academic Publishers, 1988. (In English)
- Fomenko A.T. THE PLATEAU PROBLEM. Vols.1,2. Gordon and Breach, 1990. (Studies in the Development of Modern Mathematics).(In English)
- Fomenko A.T. MATHEMATICAL IMPRESSIONS. American Math. Society, USA, 1990. (In English)
- А. Т. Фоменко. Наглядная геометрия и топология. Математические образы в реальном мире. — Москва, МГУ, 1993. — Второе переработанное издание вышло в 1998 году, в том же изд-ве МГУ. Английский перевод: Fomenko A.T. Visual Geometry and Topology. Springer-Verlag, 1994.
- А. Т. Фоменко, Д. Б. Фукс. Курс гомотопической топологии. — Москва, Наука, 1989. Английский перевод: Fomenko A.T., Fuchs D.B. Course of Homotopic Topology. (to appear in Kluwer Acad. Publishers).
- А. А. Тужилин, А. Т. Фоменко. Элементы геометрии и топологии минимальных поверхностей. — Москва, Наука, 1991. Английский перевод: Fomenko A.T., Tuzhilin A.A. Elements of the Geometry of Minimal Surfaces in Three-Dimensional Space. — American Math.Soc. in: Translation of Mathematical Monographs. vol.93, 1991.
- С. В. Матвеев, А. Т. Фоменко. Алгоритмические и компьютерные методы в трехмерной топологии. — Москва, МГУ, 1991. Английский перевод: Fomenko A.T., Matveev S.V. Algorithmic and Computer Methods in Three-Manifolds. Kluwer Academic Publishers, The Netherlands, 1997. Второе переработанное и дополненное издание на русском языке: Москва, Наука, 1997.
- В. В. Трофимов, А. Т. Фоменко. Алгебра и геометрия интегрируемых гамильтоновых дифференциальных уравнений. — Москва. Изд-во «Факториал». Изд-во Удмуртского гос.уни-та «Просперус», 1995.
- A.T.Fomenko, T.L.Kunii. TOPOLOGICAL MODELING FOR VISUALIZATION. — Springer-Verlag, 1997.
- А. В. Болсинов, А. Т. Фоменко. Введение в топологию интегрируемых Гамильтоновых систем. — Москва, изд-во Наука, 1997.
- А. В. Болсинов, А. Т. Фоменко. Геометрия и топология интегрируемых геодезических потоков на поверхностях. — Москва, УРСС, 1999. В серии: «Библиотека R&C Dynamics. Регулярная и хаотическая динамика», том. 2.
- А. В. Болсинов, А. Т. Фоменко. Интегрируемые гамильтоновы системы. Геометрия. Топология. Классификация. Тома 1 и 2. — Издательский дом «Удмуртский университет», Ижевск, 1999.
- A.V.Bolsinov and A.T.Fomenko. Integrable Geodesic Flows on Two-Dimensional Surfaces. — Consultants Bureau. New York, Boston, Dordrecht, London, Moscow. Kluwer Academic/ Plenum Publishers, New York, 2000.
- А. Т. Фоменко. Математика и миф сквозь призму геометрии. — Москва, изд-во МГУ, 2001.

## Нова хронологія
Фоменко і його колеги сформулювали і аргументували основні положення «Нової хронології», яка, спираючись на математичні розрахунки і критичний розгляд історичного матеріалу, стверджує, що загальновизнана хронологія історичних подій в цілому невірна і пропонує версії її виправлення. Ця теорія не визнається сучасним науковим співтовариством істориків. «Нова хронологія» піддалася розгорненій критиці з боку ряду вчених, зокрема, академіка РАН археолога В. Л. Яніна, академіка РАН лінгвіста А. А. Залізняка, члена Бюро Наукової Ради РАН з астрономії Ю. Н. Єфремова. Теорія Фоменка була піддана критиці на сторінках бюлетеня «На захист науки» (рос. "В защиту науки"), що його видає комісія при РАН з боротьби із лженаукою. Так, Валентин Янін писав:
 Ми живемо в епоху тотального непрофесіоналізму, що роз'їдає всі сфери суспільства, — від його владних структур до організації системи освіти. <…> Суспільство, виховане на скандалах, припало до екрану телевізора, жадає негативу й епатажу. Воно любить фокуси Девіда Коперфільда і Анатолія Тимофійовича Фоменка. — Янин В. Л. Зияющие высоты академика Фоменко / Вестник Российской Академии Наук, 2000, т. 70, № 5.
 Признаюся: я сам не можу до кінця позбутись думки, що для А. Т. Ф. його вигадування на гуманітарні теми — це кумедний, хоча і неабияк затягнутий, фарс, мефістофелівське кепкування математика над неуками гуманітаріями, наука яких така безпорадна, що вони не в змозі відрізнити пародію від наукової теорії. Якщо це так, то головні кролики цього вишуканого експерименту — його (А. Т. Ф.) послідовники. — Андрей Зализняк «Лингвистика по А. Т. Фоменко»

## Наукові статті і монографії з Нової хронології
- Фоменко А. Т. Некоторые статистические закономерности распределения плотности информации в текстах со шкалой // Семиотика и информация. М.: ВИНИТИ.- 1980.- вып. 15.- стр. 99-124.
- Фоменко А. Т. Методика распознавания дубликатов и некоторые приложения //Доклады АН СССР.- 1981.- Т. 258.- № 6.- стр. 1326—1330.
- Fomenko A.T. The jamp of the second derivative of the Moon's elongation // Celestial Mechanics.- 1981.- V.29.- P. 33-40.
- Фоменко А. Т. Новая эмпирико-статистическая методика упорядочивания текстов и приложения к вопросам датировки //Доклады АН СССР.- 1983.- Т. 268.- № 6.- стр. 1322—1327.
- Фоменко А. Т. Авторский инвариант русских литературных текстов // Методы количественного анализа текстов нарративных источников.- М.: Институт истории СССР (АН СССР).- 1983.- стр. 86-109.
- Фоменко А. Т. Информативные функции и связанные с ними статистические закономерности // Статистикаю Вероятность. Экономика.- М: Наука.- 1985.- Т. 49.- стр. 335—342.- (Учёные записки по статистике).
- Fedorov V.V., Fomenko A.T. Statistical Estimation of Chronological Nearness of Historical Texts // Journal of Soviet Mathematics.- 1986.- V. 32.- No. 6.- P. 668—675.
- Фоменко А. Т., Морозова Л. Е. Некоторые вопросы статистической обработки источников с погодным изложением // Математика в изучении средневековых повествовательных источников.- М.: Наука.- 1986.- стр. 107—129.
- Морозова Л. Е., Фоменко А. Т. Количественные методы в «макротекстологии» (на примере памятников «смуты» конца XVI — начала XVII в.) // Комплексные методы в изучении исторических процессов.- М.: Институт истории СССР (АН СССР).- 1987.- стр. 163—181.
- Fomenko A.T. Empirico-statistical methods in ordering narrative texts / International Statistical Review.- 1988.- V. 56.- No. 3.- P. 279—301.
- Калашников В. В., Носовский Г. В., Фоменко А. Т. Датировка Альмагеста по переменным звёздным конфигурациям // Доклады АН СССР.- 1989.- Т. 307.- № 4.- стр. 829—832.
- Носовский Г. В., Фоменко А. Т. Статистические дубликаты в упорядоченных списках с разбиением // Вопросы кибернетики. Семиотические исследования. М., 1989. Научный совет по комплексной проблеме «Кибернетика». АН СССР. стр. 138—148.
- Рачев С. Т., Фоменко А. Т. Функции объёмов исторических текстов и принцип амплитудной корреляции // Методы изучения источников по истории русской общественной мысли периода феодализма. М. Институт истории СССР. 1989. стр. 161—180.
- Fomenko A.T., Kalashnikov V.V., Nosovsky G.V. When was Ptolemy's star catalogue in Almagest compiled in reality? Statistical analysis // Acta Applicandae Mathematicae.- 1989.- V. 17.- P. 203—229.
- Fomenko A.T. Mathematical Statistics and Problems of Ancient Chronology/ A new Approach // Acta Applicandae Mathematicae.- 1989.- V. 17.- P. 231—256.
- Фоменко А. Т. Методы статистического анализа нарративных текстов и приложения к хронологии. (Распознавание и датировка зависимых текстов, статистическая древняя хронология, статистика древних астрономических сообщений), — М.: Издательство МГУ, 1990, 439 стр. (издание за счёт средств автора, второе, переработанное издание опубликовано изательством «Наука» в 1996 году)
- Калашников В. В., Носовский Г. В., Фоменко А. Т. Статистический анализ звёздного каталога «Альмагеста» // Доклады АН СССР.- 1990.- Т. 313.- № 6.- стр. 1315—1319.
- Фоменко А. Т. Исследования по истории древнего мира и средних веков. Математические методы анализа источников. Глобальная хронология, — М.: Издательство мехмата МГУ, 1993, 408 стр. (научная монография)
- Fomenko A.T., Kalashnikov V.V., Nosovsky G.V. Geometrical and Statistical Methods of Analysis of Star Configurations/ Dating Ptolemy's Almagest, — CRC Press, 1993, USA, 300 pp.
- Fomenko A.T. Empirico-Sratistical Analysis of Narrative Material and its Applications to Historical Dating. Vol.1: The Development of the Statistical Tools; Vol.2: The Analysis of Ancient and Medieval Records, — Kluwer Academic Publishers, 1994, Netherlands, 211+462 pp.

#### Офіційні сайти
- Анатолій Фоменко — графічні роботи
- Нова Хронологія (рос.)

### Сайти прихильників «нової хронології»
- Сторінка на сайті кафедри диференціальної геометрії мех-мат. ф-ту МДУ (рос.)
- Альбом «Геометрические образы и ассоциации в математике»
- Небольшая статья, посвящённая «Новой хронологии»
- Анатолий Фоменко на сайте Alternative View

### Критика праць Фоменка з «нової хронології»
- Фоменкология — збірник дискусійних матеріалів (рос.)
- «История и антиистория. Критика „новой хронологии“ академика А. Т. Фоменко».— М.: «Языки славянской культуры», 2001, изд. 2-е, дополненное
- Володихин Д. «Феномен Фольк-Хистори»
- Данилевский И. «Пустые множества „Новой хронологии“»
- Зализняк А. А. «Лингвистика по А. Т. Фоменко»
- Илларионов С. В. К вопросу о достоверности и полноте исторического знания (Критические замечания о концепции хронологии и истории Морозова—Фоменко) // Наука: возможности и границы. — М.: Наука, 2003, с. 191—215
- Новиков, Сергей Петрович: «Математики и история»
- Петров А. «Перевернутая история. Лженаучные модели прошлого»
- Шмидт С. «„Феномен Фоменко“ в контексте изучения современного общественного исторического сознания»
- Янин Валентин Лаврентьевич: «Зияющие высоты» академика Фоменко